# ラスト・ターゲット
『ラスト・ターゲット』（原題: The American）は、2010年のアメリカ合衆国の犯罪アクション映画。マーティン・ブースのミステリー小説『暗闇の蝶』 を原作としている。

## 製作
マーティン・ブースの「暗闇の蝶」を、写真家でもあり『コントロール』で監督を務めたアントン・コービンが映画化した。
主人公のベテラン暗殺者役は、製作にも加わったジョージ・クルーニーが演じ、ヒロインのクララ役には作中の舞台であるイタリア出身のヴィオランテ・プラシドが選ばれた。
原題の"The American"は、「アメリカ人」を意味する。
日本のキャッチコピーは「人生は、最期がもっとも美しい」。

## ストーリー
スウェーデンの人里離れた森で、ジャックは恋人イングリッドとコテージでひっそりと暮らしていた。しかし2人で雪原を散歩中に、突然何者かに狙撃される。プロの暗殺者であるジャックは、素早く狙撃手を返り討ちにすると同時にイングリッドも撃ち殺す。彼女が敵の回し者かもしれないと考えたジャックだったが、結局イングリットは無関係だった。狙撃手の車を奪ったジャックは、電車に乗り換えイタリアに移動する。
イタリアのローマに着いたジャックは、暗殺組織のパヴェルと接触する。ローマでは目立つため、田舎に行くようパヴェルから言われたジャックは、城塞都市の名残を残す美しい町カステル・デル・モンテで部屋を借りる。その日から室内トレーニングと双眼鏡での屋外観察がジャックの日課となる。村のベネデット神父に話しかけられ食事に招待されたジャックは、神父に色々と身の上を聞かれ、自分はカメラマンでエドワードという名前だと答える。
ある日、パヴェルの指示でマチルダという女性に会ったジャックは、暗殺用の特注ライフルの製作を依頼される。ジャックは銃の加工・改造の技術も持っており、指示されたとおりライフルを作り始める。
そんな中、ジャックは馴染みの売春宿の娼婦と村のカフェでばったり出くわす。彼女はクララという名前で、売春宿では見せなかった明るい表情に魅かれたジャックは、その後も何度かデートを重ねる。そしてジャックは暗殺者としての人生と決別し、クララと共に普通に生きて行く道を望むようになる。
今回を最後の仕事と決めたジャックは、パヴェルに電話で銃の完成と裏稼業から足を洗う事を伝える。
出来上がったライフルをマチルダに渡しに行く前にパヴェルを疑ったジャックは注文された銃に細工を加える。
通り沿いのレストランでマチルダに注文された銃と銃弾を渡したジャックはクララとの約束をした聖体行列の現場へ向かう。
聖体行列の祭りに見物へ行った際、ジャックはクララにプロポーズする。
そこに、マチルダが引き渡したライフルを使って近くの屋上からジャックを狙撃する。しかし、ジャックの仕掛けにより銃が暴発し、顔に大怪我を負い屋上から落ちる。その姿を確認したジャックは、さらなる追手から逃れるためにクララに2人の思い出の川辺のキャンプ場で落ち合おうと約束し彼女を逃がす。
ジャックは瀕死のマチルダに、誰に雇われたのかと問いただし、ジャックを狙っているのが依頼主であるパヴェルだと言い遺したマチルダは絶命する。
クララとの待ち合わせ場所へ向かうジャックを、パヴェルが背後から銃撃してくるのに気づき、ジャックは振り向きざまにパヴェルの頭を撃ち抜いて殺す。そのまま急いで車に乗り込みクララとの待ち合わせ場所に向かう。
しかし、待ち合わせに向かう道中の車内で自分も腹部を撃たれていることに気付いたジャックは、自分の残りの命が少ない事に絶望する。
キャンプ場に着くと、クララが車中のジャックを見つけ微笑むが、ジャックはハンドルに寄りかかりクラクションが鳴り響く中で息を引き取る。

## キャスト
| 役名                  | 俳優                     | 日本語吹替 |
| --------------------- | ------------------------ | ---------- |
| ジャック / エドワード | ジョージ・クルーニー     | 小山力也   |
| クララ                | ヴィオランテ・プラシド   | 加藤優子   |
| マチルダ              | テクラ・ロイテン         | ちふゆ     |
| ベネデット神父        | パオロ・ボナッチェリ     | 稲垣隆史   |
| パヴェル              | ヨハン・レイセン         | 永田博丈   |
| ファビオ              | フィリッポ・ティーミ     | 荻野晴朗   |
| イングリッド          | イリーナ・ビヨルクルンド |            |

## 評価
レビュー・アグリゲーターのRotten Tomatoesでは226件のレビューで支持率は65%、平均点は6.50/10となった。Metacriticでは36件のレビューを基に加重平均値が61/100となった。